# Été 2003 à l'Olympia
Albums de Florent Pagny
Ailleurs land
(2003) Baryton
(2004)
Été 2003 à l'Olympia est le deuxième album enregistré en public de Florent Pagny, ainsi qu'un DVD et double DVD, enregistré les 28 et 29 juillet 2003 à l'Olympia, lors de la tournée qui a suivi l'album Ailleurs Land, et paru le 21 octobre 2003, chez Mercury France.
Trois des titres avaient déjà été publiés sur une édition limitée de l'album Ailleurs land, sortie en 2003. Deux autres enregistrés lors de ces concerts figurent sur le version limitée de Ailleurs land mais pas sur la version CD d'Été 2003 à l'Olympia. Il s'agit de Je ne parle même pas d'amour et de Mon amour oublie que je l'aime.
L'Homme à la moto ne figure pas non plus sur le CD d'Été 2003 à l'Olympia mais figurera sur la compilation Les 100 plus grandes chansons, sortie en 2006.

## Titres
| 1.  | Châtelet les Halles     | Lionel Florence/Calogero                            |  |
| 2.  | Je trace                | Lionel Florence/Calogero-Gioacchino Maurici         |  |
| 3.  | Ailleurs land           | Pierre-Yves Lebert/Pascal Obispo                    |  |
| 4.  | Est-ce que tu me suis ? | Sam Brewski                                         |  |
| 5.  | Terre                   | Jean-Marie Marrier-Benjamin Rafaëlli-Patrick Dupont |  |
| 6.  | Chanter                 | Lionel Florence/Pascal Obispo                       |  |
| 7.  | Mourir les yeux ouverts | Didier Golemanas/Pascal Obispo                      |  |
| 8.  | N'importe quoi          | Florent Pagny-Marion Vernoux/Florent Pagny          |  |
| 9.  | Et un jour une femme    | Lionel Florence/Pascal Obispo                       |  |
| 10. | Bienvenue chez moi      | Erick Benzi                                         |  |
| 11. | Demandez à mon cheval   | Pierre-Yves Lebert/Pascal Obispo/Asdorve            |  |
| 12. | Si tu veux m'essayer    | Sam Brewski                                         |  |
| 13. | Ma liberté de penser    | Lionel Florence/Pascal Obispo                       |  |
| 14. | Savoir aimer            | Lionel Florence/Pascal Obispo                       |  |
| 15. | Caruso                  | Lucio Dalla                                         |  |

| 1.  | Châtelet les Halles            | Lionel Florence/Calogero                           |  |
| 2.  | Je trace                       | Lionel Florence/Calogero-Gioacchino Maurici        |  |
| 3.  | Ailleurs land                  | Pierre-Yves Lebert/Pascal Obispo                   |  |
| 4.  | Est-ce que tu me suis ?        | Sam Brewski                                        |  |
| 5.  | Je parle même pas d'amour      | Pierre Grillet/Alain Lanty                         |  |
| 6.  | Le feu à la peau               | Brice Homs/Daniel Lavoie                           |  |
| 7.  | Terre                          | Jean-Marie Marrier-Benjamin Rafaëli-Patrick Dupont |  |
| 8.  | Chanter                        | Lionel Florence/Pascal Obispo                      |  |
| 9.  | Mourir les yeux ouverts        | Didier Golemanas/Pascal Obispo                     |  |
| 10. | N'importe quoi                 | Florent Pagny-Marion Vernoux/Florent Pagny         |  |
| 11. | Et un jour une femme           | Lionel Florence/Pascal Obispo                      |  |
| 12. | Bienvenue chez moi             | Erick Benzi                                        |  |
| 13. | L'Homme à la moto              | Jerry Lieber/Mike Stoller - Adapt Jean Drejac      |  |
| 14. | Demandez à mon cheval          | Pierre-Yves Lebert/Pascal Obispo/Asdorve           |  |
| 15. | Mon amour oublie que je l'aime | Jérôme Attal/Daran                                 |  |
| 16. | Si tu veux m'essayer           | Sam Brewski                                        |  |
| 17. | Ma liberté de penser           | Lionel Florence/Pascal Obispo                      |  |
| 18. | Guérir                         | Lionel Florence/Daran                              |  |
| 19. | Savoir aimer                   | Lionel Florence/Pascal Obispo                      |  |
| 20. | Caruso                         | Lucio Dalla                                        |  |

## Bonus du DVD simple
- Interview de Florent Pagny
- Reportage sur sa vie en Patagonie
- Clips :
  - Ma liberté de penser (réalisé par Les Sp6men)
  - Je trace (réalisé par Les Sp6men)

## Bonus du double DVD
En plus des mêmes bonus que le DVD simple :
- Reportage dans le backstage
- Reportage Vos sensations
- Reportage ...(Avant l'Olympia)
- Clips :
  - N'importe quoi (réalisé par Florent Pagny)
  - Est-ce que tu me suis ? (réalisé par Philippe Gautier)
  - Si tu veux m'essayer (réalisé par Doug Nichol)
  - Bienvenue chez moi (réalisé par Thierry Rajic)
  - Les Hommes qui doutent (réalisé par Jean Michel Bensoussan)
  - Rester vrai (réalisé par Dani Jacobs)
  - Caruso (réalisé par Philippe André)
  - Oh happy day (réalisé par Didier Le Pêcheur)
  - Tue-moi (réalisé par Didier Le Pêcheur)
  - Savoir aimer (réalisé par Sylvain Bergère)
  - Donna e mobile, en duo avec Luciano Pavarotti
  - Chanter (réalisé par Sylvain Bergère)
  - D'un amour l'autre (réalisé par Sylvain Bergère)
  - Le Blues (réalisé par Gilbert Namiand)
  - Jolie môme (réalisé par Guillaume Richard)
  - Les Parfums de sa vie (réalisé par Sébastien Petit)
  - Requiem pour un con (réalisé par Alain Micaelli)
  - Et un jour une femme (réalisé par Anne Paris)
  - Châtelet les Halles (réalisé par les Sp6men)
  - Terre (réalisé par les Sp6men)
  - L'Air du temps, en duo avec Cécilia Cara (réalisé par les Sp6men)